# یواس‌اس استانچ (ای‌ام-۳۰۷)
یواس‌اس استانچ (ای‌ام-۳۰۷) (به انگلیسی: USS Staunch (AM-307)) یک کشتی بود که طول آن ۱۸۴ فوت ۶ اینچ (۵۶٫۲۴ متر) بود. این کشتی در سال ۱۹۴۴ ساخته شد.